# 斯旺湖鎮區 (愛荷華州波卡洪塔斯縣)
斯旺湖鎮區（英語：Swan Lake Township）是位於美國愛荷華州波卡洪塔斯縣的一個行政鎮區。

## 地方資料
根據2010年美國人口普查的數據，斯旺湖鎮區的面積為93.81平方千米，當中陸地面積為93.81平方千米，而水域面積為0.00平方千米。當地共有人口1448人，而人口密度為每平方千米15.44人。